# الرد الوافر
الرد الوافر كتاب من تأليف ابن ناصر الدين الدمشقي، بين فيه أسماء العلماء من أهل السنة والجماعة الذين أطلقوا على ابن تيمية لقب شيخ الإسلام وذكر شيئا من وذكر فيه أكثر من 80 عالما أثنوا عليه وسبب تأليف الكتاب هو للرد على من زعم أنه من قال عن ابن تيمية شيخ الإسلام فهو كافر.

## مقدمة الكتاب
ابتدأ المؤلف كتابه بمقدمة ذكر فيها عن وجوب اتباع السنة النبوية وخطورة مخالفتها وذكر بعض الكتب المصنفة في ذلك وأقوال بعض العلماء في ذلك. ثم ذكر أنه لا يُقطع لأحد من أهل التوحيد بالنار. وذكر أقوال الفرق كالخوارج وغيرهم في ذلك. ثم ذكر عدم جواز اللعن وذكر فيه عدة أحاديث وكلام لمحيي الدين النووي في ذلك. ثم ذكر كلاماً تحدث فيه على طبقات النقاد وصفاتهم واعتبر أن ابن تيمية منهم ووصفه بعلم الأعيان.

## سبب تأليف الكتاب
أورد المصنف سبب تأليفه للكتاب فقال:
| الرد الوافر | فِي عصرنا هَذَا الَّذِي قل فِيهِ من يدْرِي هَذَا الْفَنّ أَو يرويهِ أَو يُحَقّق تراجم من رأى من أهل مصره فضلا عَمَّن لم يره أَو مَاتَ قبل عصره قد نطق فِيهِ من لَا خبْرَة لَهُ بتراجم الرِّجَال وَلَا عِبْرَة لَهُ فِيمَا تقلده من سوء الْمقَال وَلَا فكرة لَهُ فِيمَا تطرق بِهِ إِلَى تَكْفِير خلق من الأعلام بِأَن قَالَ من سمى ابْن تَيْمِية شيخ الاسلام كَانَ كَافِرًا لَا تصح الصَّلَاة وَرَاءه وَهَذَا القَوْل الشنيع الَّذِي نرجو من الله الْعَظِيم أَن يعجل لقائله جزاه قد أبان قدر قَائِله فِي الْفَهم وأفصح عَن مبلغه من الْعلم وكشف عَن مَحَله من الْهوى وَوصف كَيفَ اتِّبَاعه لسبيل الْهدى وَلَا يرد بِأَكْثَرَ من رِوَايَته عَنهُ ونسبته إِلَيْهِ فَكَلَام الانسان عنوان عقله يدل عَلَيْهِ. | الرد الوافر |

## مَنْهَج الْكتاب
وضح المؤلف منهج الكتاب في مقدمته فقال:
| الرد الوافر | وَهَا أَنا بعون الله الْعلي الْكَبِير ذَاكر من أثنى عَلَيْهِ بذلك وَبِغَيْرِهِ من الجم الْغَفِير مِمَّن حضرني ذكره وَظهر لي بل لزمني إشاعته ونشره ليعلم من حكينا عَنهُ التَّكْفِير بذلك مَا وَقع فِيهِ من المآثم والمهالك وَلَقَد كَانَ الْعَلامَة الإِمَام قَاضِي قُضَاة مصر وَالشام أَبُو عبد الله مُحَمَّد ابْن الصفي عُثْمَان ابْن الحريري الأنصاري الْحَنَفِيّ كَانَ يَقُول إِن لم يكن ابن تيمية شيخ الإسلام فَمن وَسَيَأْتِي إِن شَاءَ الله تَعَالَى ذَلِك فِي تَرْجَمته لِأَنِّي رتبت أسماء من شهد لابن تيمية من الْأَعْلَام بإمامته وَأَنه شيخ الإسلام على حُرُوف المعجم المألوفة اتبَاعا للطريقة الْمَعْرُوفَة، وابتدأت من ذَلِك بالمحمدين تبركا باسم سيد الْمُرْسلين صلوَات الله وَسَلَامه عَلَيْهِم أَجْمَعِينَ واقتداء بِأول من رتب الْأَسْمَاء على الْحُرُوف من الْمُحدثين وَهُوَ أَبُو عبد الله البُخَارِي شيخ الإسلام وَالْمُسْلِمين. | الرد الوافر |

## محتوى الكتاب
ذكر المؤلف ثمانين عالماً أطلقوا على ابن تيمية لقب شيخ الإسلام موثقا كلامه بالأدلة من كتبهم فمنهم:
- الذهبي
- ابن دقيق العيد
- أبو حيان الأندلسي
- ابن جماعة
- ابن كثير
- الحافظ العراقي
- جمال الدين المزي

## تقريظابن حجر العسقلانيلكتاب الرد الوافر
مدح ابن حجر العسقلاني كتاب الرد الوافر وأثنى عليه وعلى ابن تيمية ومما قاله في تقريظ الكتاب:
| الرد الوافر | وقفت على هَذَا التَّأْلِيف النافع وَالْمَجْمُوع الَّذِي هُوَ للمقاصد الَّتِي جمع لَهَا جَامع فتحققت سَعَة اطلَاع الإِمَام الَّذِي صنفه وتضلعه من الْعُلُوم النافعة بِمَا عظمه بَين الْعلمَاء وشرفه وشهرة إِمَامه الشَّيْخ تَقِيّ الدّين ابن تيمية أشهر من الشمس وتلقيبه بشيخ الإسلام بَاقٍ إِلَى الْآن على الْأَلْسِنَة الزكية وَيسْتَمر غَدا لما كَانَ بالْأَمْس وَلَا يُنكر ذَلِك إِلَّا من جهل مِقْدَاره وتجنب الْإِنْصَاف فَمَا أَكثر غلط من تعاطى ذَلِك وَأكْثر غباره فَالله تَعَالَى هُوَ الْمَسْئُول أَن يَقِينا شرور أَنْفُسنَا وحصائد ألسنتنا بمنه وفضله. وَلَو لم يكن من فضل هَذَا الرجل إِلَّا مَا نبه عَلَيْهِ الْحَافِظ الشهير علم الدين البرزالي فِي تَارِيخه أَنه لم يُوجد فِي الإسلام من اجْتمع فِي جنَازَته لما مَاتَ مَا اجْتمع فِي جَنَازَة الشَّيْخ تَقِيّ الدّين لكفى. فَكيف لَا يُنكر على من أطلق عَلَيْهِ أَنه كَافِر بل من أطلق على من سَمَّاهُ شيخ الْإِسْلَام الْكفْر وَلَيْسَ فِي تَسْمِيَته بذلك مَا يَقْتَضِي ذَلِك فَإِنَّهُ شيخ مَشَايِخ الْإِسْلَام فِي عصره بِلَا ريب وَهَذِه تصانيفه طافحة بِالرَّدِّ على من يَقُول بالتجسيم والتبري مِنْهُ وَمن أعجب الْعجب ان هَذَا الرجل كَانَ من أعظم النَّاس قيَاما على أهل الْبدع من الروافض والحلولية والاتحادية وتصانيفه فِي ذَلِك كَثِيرَة شهيرة وفتاويه فيهم لَا تدخل تَحت الْحصْر فيا قُرَّة أَعينهم إِذا سمعُوا تكفيره وَيَا سرورهم إِذا رَأَوْا من يكفره. وَلَو لم يكن للشَّيْخ تَقِيّ الدّين من المناقب إِلَّا تِلْمِيذه الشهير الشَّيْخ شمس الدّين بن قيم الجوزية صَاحب التصانيف النافعة السارة الَّتِي انْتفع بهَا الْمُوَافق والمخالف لَكَانَ غَايَة فِي الدّلَالَة على عَظِيم مَنْزِلَته فَكيف وَقد شهد لَهُ بالتقدم فِي الْعُلُوم والتمييز فِي الْمَنْطُوق وَالْمَفْهُوم أئمة عصره من الشافعية وَغَيرهم فضلا عَن الحنابلة فَالَّذِي يُطلق عَلَيْهِ مَعَ هَذِه الْأَشْيَاء الْكفْر أَو على من سَمَّاهُ شيخ الإسلام لَا يلْتَفت إِلَيْهِ وَلَا يعول فِي هَذَا الْمقَام عَلَيْهِ بل يجب ردعه عَن ذَلِك إِلَى أَن يُرَاجع الْحق ويذعن للصَّوَاب وَالله يَقُول الْحق وَهُوَ يهدي السَّبِيل وحسبنا الله وَنعم الْوَكِيل قَالَ وَكتبه أَحْمد بن عَليّ بن مُحَمَّد بن حجر الشَّافِعِي عَفا الله عَنهُ وَذَلِكَ فِي الْيَوْم التَّاسِع من شهر ربيع الأول عَام خَمْسَة وَثَلَاثِينَ وثمان مئة حامدا ومصليا على مُحَمَّد وَمُسلمًا هَذَا آخر كَلَامه. | الرد الوافر |